# پلتکیل (حوزه سرشماری)، نیویورک
پلتکیل (به انگلیسی: Plattekill) یک منطقهٔ مسکونی در ایالات متحده آمریکا است که در شهرستان اولستر، نیویورک واقع شده‌است. پلتکیل ۶٫۸ کیلومتر مربع مساحت و ۱٬۲۶۰ نفر جمعیت دارد و ۱۷۳ متر بالاتر از سطح دریا واقع شده‌است.